# Kapsylparken
Kapsylparken, tidigare Figaroparken, är en park belägen i Östra förstaden i Halmstad mellan Halmstads stadsbibliotek och Österskans vid  Nissans östra strand.

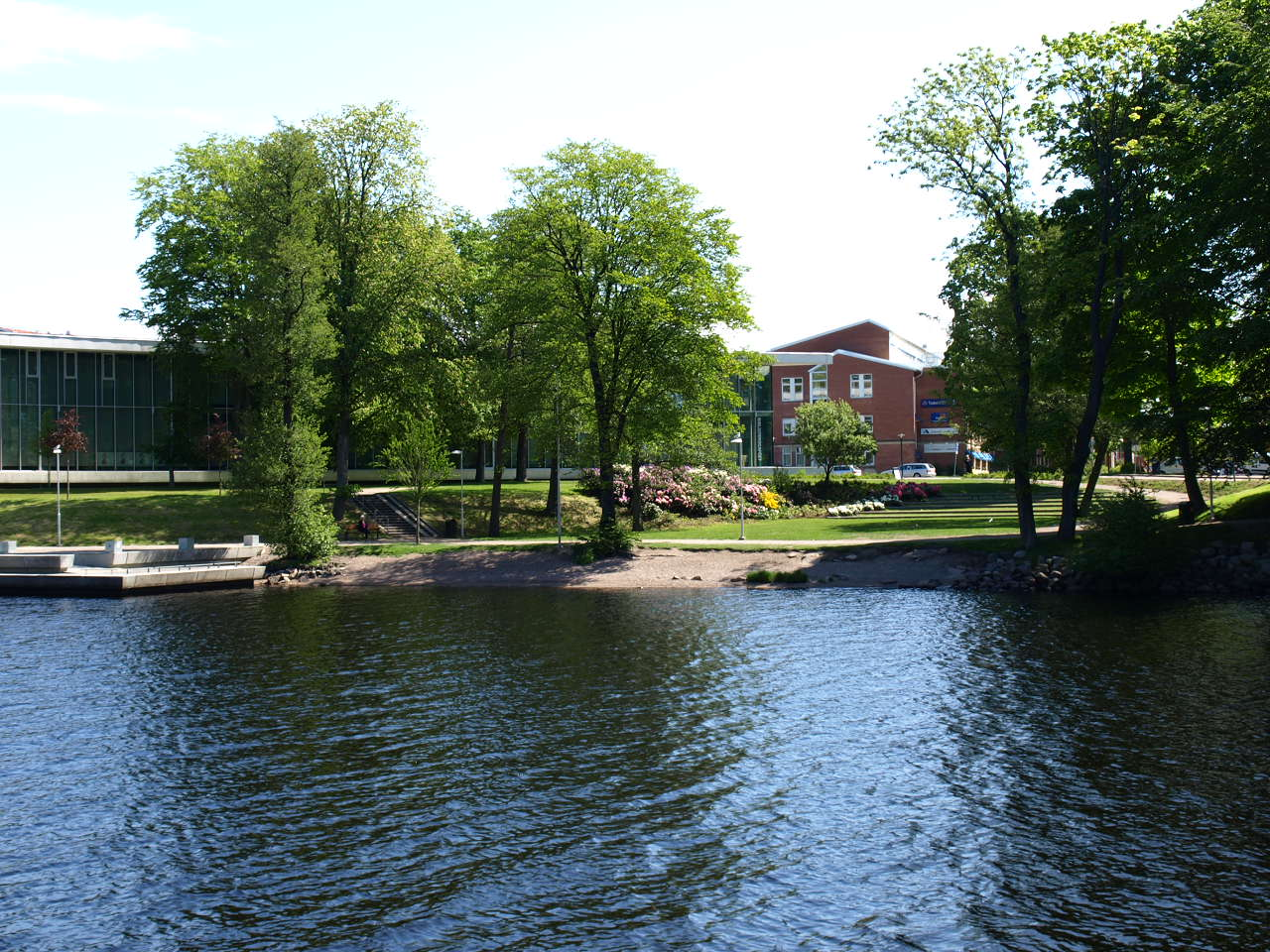
Kapsylparken sedd från Nissans västra strand

## Historik

### Österskans och vallgraven
Åren 1611–1613 rasade Kalmarkriget mellan Danmark och Sverige, under den tid Halland var danskt. Sedan början av 1600-talet hade befästningarna runt staden förstärkts betydligt, men Österbro var fortfarande utan försvar. På den här tiden så var Nissans östra sida obebodd och staden var helt och hållet belägen på den västra sidan. Vid Österbro låg stadens Östre Port och bron var stadens enda förbindelse över Nissan.
År 1612 beslutades att bygga en vallgrav med utanpåverk, en ravellin, vid östra brofästet för att på så vis skydda bron. En del av den anlagda vallgraven sträckte sig genom det som i dag är Kapsylparken. Den konstgjorda ö, som skapades när man byggde vallgraven, fick namnet Österskans. Vattnet som vallgraven fylldes med kom från Nissan. Vallgraven fylldes igen på 1700-talet och vid Österskans anlades på 1900-talet bussterminalen Österskans som knutpunkt för stadens lokalbussar. En del av utanpåverket kan fortsfarande ses vid Kapsylparken. Vid gatuarbeten vid Fredsgatan våren 2008 påträffades lämningar från den gamla befästningen.

### Östra bryggeriet och tillkomsten av namnet
Under mitten 1800-talet etablerades Östra Bryggeriet AB på den tomt utmed Nissans östra strand, där det nya Halmstads stadsbibliotek nu ligger. På bryggeriet fanns en butik där man kunde köpa (alkoholhaltiga) drycker direkt från bryggeriet. De "ivrigaste" stamkunderna kunde sällan bärga sig och förtärde sina öl direkt i det grönområde som omgärdade bryggeriet. Grönområdet fick med tiden i folkmun smeknamnet "Kapsylparken". I mitten av 1980-talet lades bryggeriet ned, och de flesta byggnaderna revs. En av byggnaderna finns ännu kvar och har använts av Halmstads kulturskola.

## Kapsylparken i dag
I dag är Kapsylparken en lummig park med planteringar och en liten strand längs Nissan. Tidigare bestod parken av en traditionell parkdel och en mer vildvuxen "naturpark". Den mer vildvuxna delen av parken togs i anspråk när Halmstads stadsbibliotek byggdes där i början av 2000-talet, vilket reducerade parkens yta betydligt. Samtidigt med biblioteksbygget fräschades parken upp med anläggandet av en terrass och en ny gångbana. I samband med biblioteksbygget bildades också en ny park norr om biblioteket, kallad Filtparken. Filtparken och Kapsylparken var före biblioteksbygget ett sammanhängande grönområde. Namnet "Kapsylparken" blev det officiella namnet i slutet av 1990-talet, då en ny stadsplan för området antogs.
Under 1990-talet och i början av 2000-talet arrangerades "Drakbåtsfestivalen" i Kapsylparken.
En nyanlagd strandpromenaden längs Nissans östra strand, kallad "Gamletullpromenaden", har sin ena ändpunkt i Kapsylparken.

## Bildgalleri

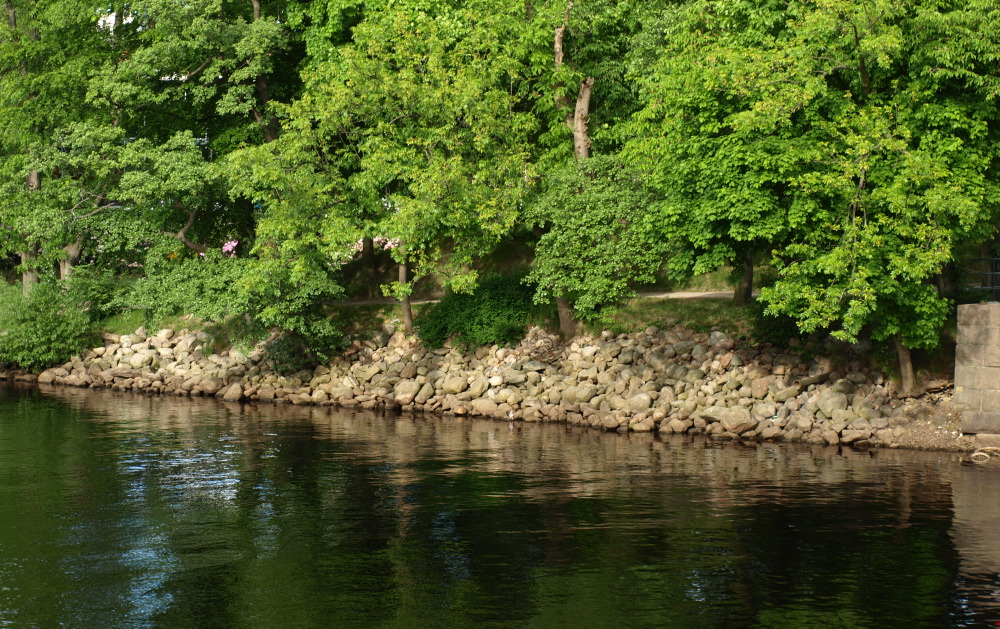
Stenarna är rester av det tdigare Österskans
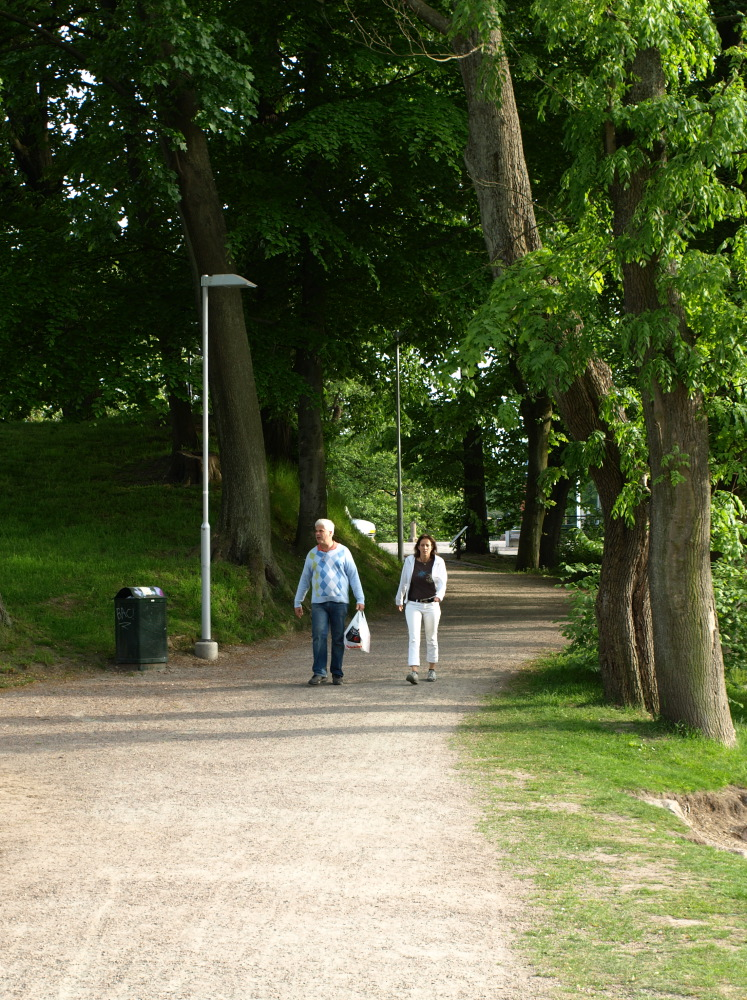
Ingången till parken, 2008
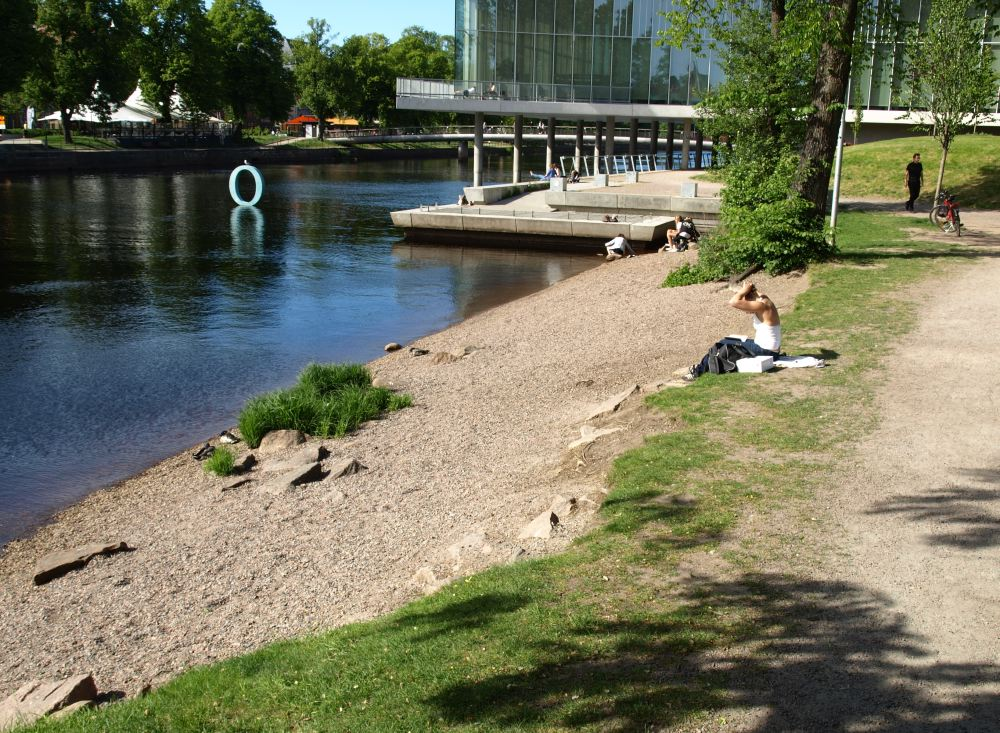
Stranden vid Nissan
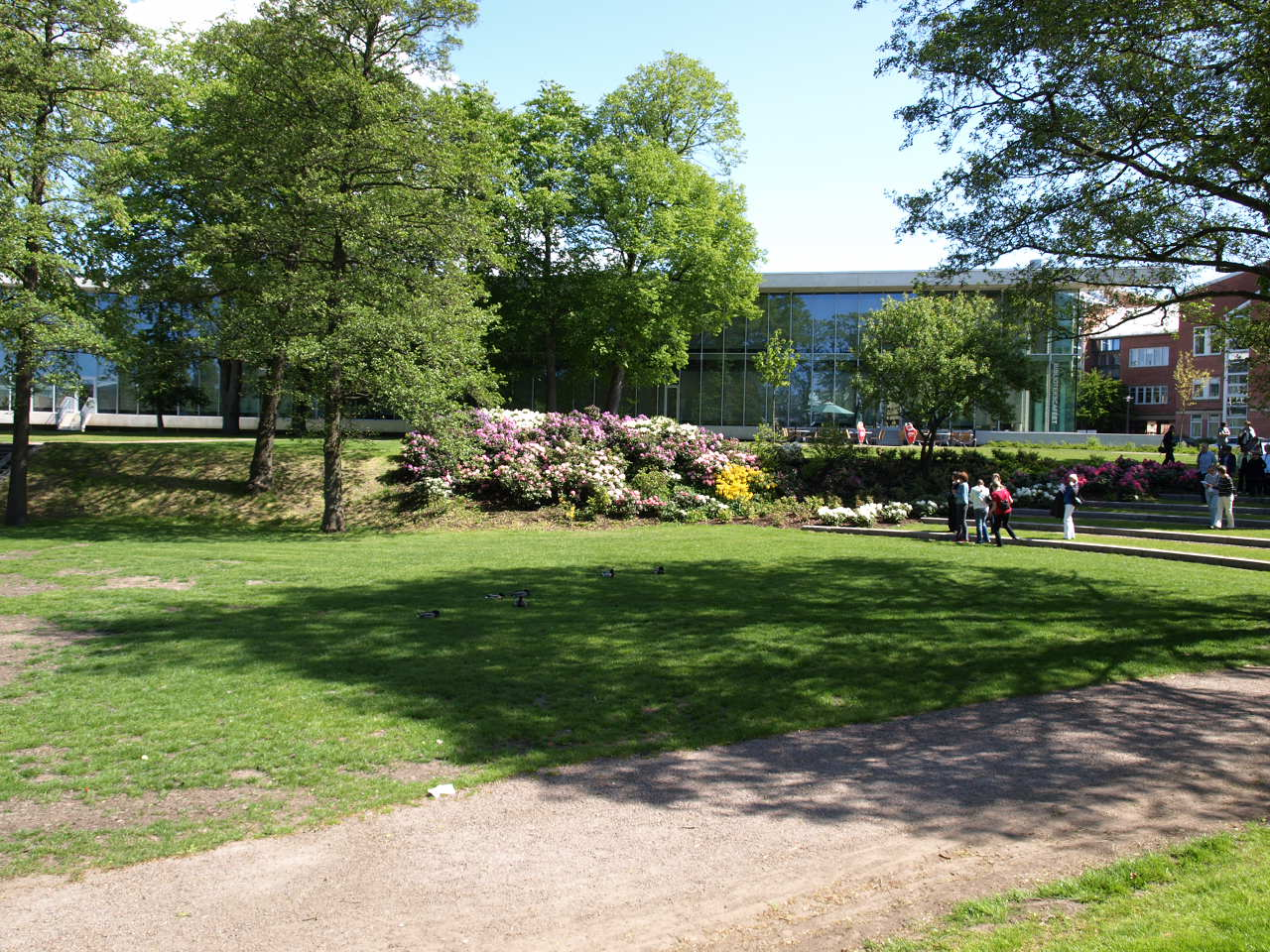
Översiktsbild inifrån Kapsylparken
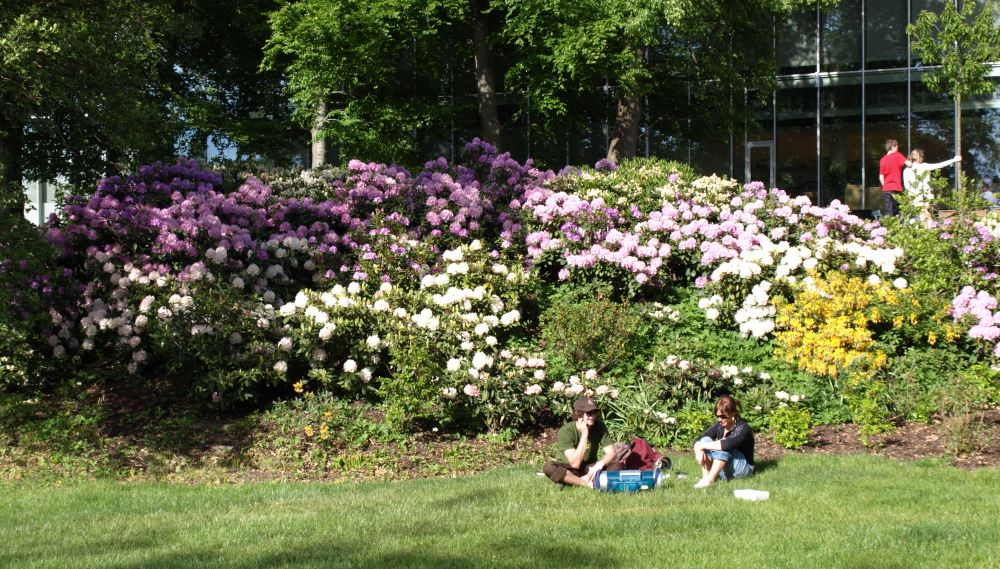
Rhododendronbuskarna
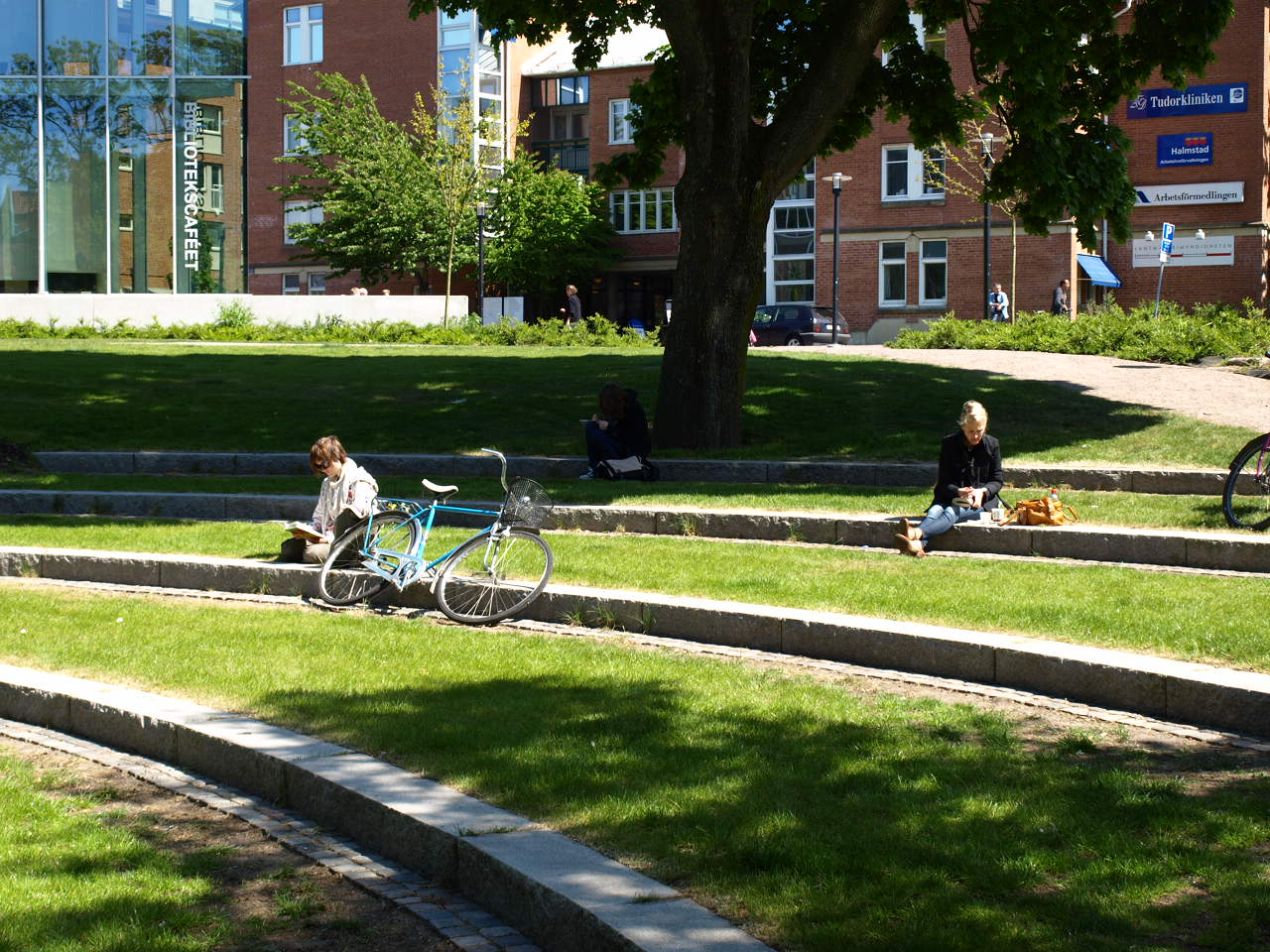
Terrass mot Nissan